# Петреја
Петреја или Петраја је у грчкој митологији била нимфа.

## Митологија
Хесиод у теогонији је наводи као једну од Океанида, „дивну“ или „белолику“.
Ово је такође друго име за Скилу, описану у Хомеровој „Одисеји“, која је живела на или у стени.